# Partij van de Slowaakse Wedergeboorte
Partij van de Slowaakse Wedergeboorte (Slowaaks: Strana slovenskej obrody, afkorting SSO), was een Slowaakse partij.
De SSO werd in 1948 opgericht als één der opvolgers van de Democratische Partij (zie ook: Slowaakse Vrijheidspartij) en opgenomen in het door communisten gedomineerde Nationaal Front. De SSO was met 17 leden in de Slowaakse Nationale Raad (regionaal parlement) vertegenwoordigd (tegen 78 communisten en 4 leden van de Vrijheidspartij).
Jozef Mjartan, vooraanstaand lid van de SSO, was van 15 tot 23 juni interim-voorzitter van de Slowaakse Nationale Raad.
In 1989, tijdens de Fluwelen Revolutie in Tsjechoslowakije, brak de SSO met de communistische KSS (Communistische Partij van Slowakije) en nam het een onafhankelijke positie in.
De SSO werd op 10 december 1989 opgeheven.